# Читлук (Мали Зворник)
Читлук је насеље у Србији у општини Мали Зворник у Мачванском округу. Према попису из 2022. било је 153 становника.

## Демографија
У насељу Читлук живи 182 пунолетна становника, а просечна старост становништва износи 37,9 година (35,3 код мушкараца и 40,7 код жена). У насељу има 95 домаћинстава, а просечан број чланова по домаћинству је 2,51.
Ово насеље је у потпуности насељено Србима (према попису из 2002. године), а у последња три пописа, примећен је пад у броју становника.
|  |

| Демографија | Демографија | Демографија |
| Година      | Становника  | Становника  |
| ----------- | ----------- | ----------- |
| 1948.       | 371         |             |
| 1953.       | 412         |             |
| 1961.       | 370         |             |
| 1971.       | 333         |             |
| 1981.       | 285         |             |
| 1991.       | 277         | 276         |
| 2002.       | 238         | 241         |

| Етнички састав према попису из 2002.‍ | Етнички састав према попису из 2002.‍ | Етнички састав према попису из 2002.‍ | Етнички састав према попису из 2002.‍ | Етнички састав према попису из 2002.‍ |
| ------------------------------------ | ------------------------------------ | ------------------------------------ | ------------------------------------ | ------------------------------------ |
|                                      |                                      |                                      |                                      |                                      |
| Срби                                 | Срби                                 |                                      | 238                                  | 100,0%                               |
| непознато                            | непознато                            |                                      | 0                                    | 0,0%                                 |

| Година пописа     | 1948. | 1953. | 1961. | 1971. | 1981. | 1991. | 2002. |
| ----------------- | ----- | ----- | ----- | ----- | ----- | ----- | ----- |
| Број домаћинстава | 55    | 54    | 60    | 63    | 68    | 83    | 95    |

| Број чланова      | 1  | 2  | 3  | 4  | 5 | 6 | 7 | 8 | 9 | 10 и више | Просек |
| ----------------- | -- | -- | -- | -- | - | - | - | - | - | --------- | ------ |
| Број домаћинстава | 28 | 27 | 10 | 25 | 4 | 1 | 0 | 0 | 0 | 0         | 2,51   |

| Пол    | Укупно | Неожењен/Неудата | Ожењен/Удата | Удовац/Удовица | Разведен/Разведена | Непознато |
| ------ | ------ | ---------------- | ------------ | -------------- | ------------------ | --------- |
| Мушки  | 101    | 35               | 60           | 3              | 3                  | 0         |
| Женски | 93     | 9                | 61           | 22             | 1                  | 0         |
| УКУПНО | 194    | 44               | 121          | 25             | 4                  | 0         |

| Пол    | Укупно                    | Пољопривреда, лов и шумарство | Рибарство                            | Вађење руде и камена | Прерађивачка индустрија       |
| ------ | ------------------------- | ----------------------------- | ------------------------------------ | -------------------- | ----------------------------- |
| Мушки  | 75                        | 22                            | 2                                    | 0                    | 18                            |
| Женски | 28                        | 15                            | 0                                    | 0                    | 8                             |
| УКУПНО | 103                       | 37                            | 2                                    | 0                    | 26                            |
| Пол    | Производња и снабдевање   | Грађевинарство                | Трговина                             | Хотели и ресторани   | Саобраћај, складиштење и везе |
| Мушки  | 1                         | 16                            | 2                                    | 2                    | 3                             |
| Женски | 0                         | 0                             | 2                                    | 0                    | 0                             |
| УКУПНО | 1                         | 16                            | 4                                    | 2                    | 3                             |
| Пол    | Финансијско посредовање   | Некретнине                    | Државна управа и одбрана             | Образовање           | Здравствени и социјални рад   |
| Мушки  | 0                         | 4                             | 2                                    | 0                    | 0                             |
| Женски | 0                         | 0                             | 2                                    | 0                    | 1                             |
| УКУПНО | 0                         | 4                             | 4                                    | 0                    | 1                             |
| Пол    | Остале услужне активности | Приватна домаћинства          | Екстериторијалне организације и тела | Непознато            | Непознато                     |
| Мушки  | 1                         | 0                             | 0                                    | 2                    | 2                             |
| Женски | 0                         | 0                             | 0                                    | 0                    | 0                             |
| УКУПНО | 1                         | 0                             | 0                                    | 2                    | 2                             |